# Walentin Michailowitsch Kornew
Walentin Michailowitsch Kornew (russisch Валентин Михайлович Корнев; * 29. August 1942 in Jaroslawl, Russische SFSR; † 18. November 2016 ebenda) war ein sowjetischer Sportschütze.

## Erfolge
Walentin Kornew nahm an den Olympischen Spielen 1968 in Mexiko-Stadt und 1972 in München teil. Im Dreistellungskampf mit dem Freien Gewehr erzielte er 1968 insgesamt 1151 Punkte, womit er hinter Gary Anderson und vor Kurt Müller die Silbermedaille gewann. Im liegenden Anschlag mit dem Kleinkalibergewehr belegte er den 16. Platz. Vier Jahre darauf blieb er im Dreistellungskampf mit dem Freien Gewehr sechs Punkte hinter den Medaillenplätze und beendete den Wettkampf mit 1143 Punkten auf dem achten Rang. Beim liegenden Anschlag kam er mit dem Kleinkalibergewehr nicht über den 34. Platz hinaus.
1966 in Wiesbaden und 1974 in Thun wurde Kornew achtmal mit der Mannschaft Vizeweltmeister: 1966 belegte er mit ihr mit dem Kleinkalibergewehr im Dreistellungskampf, im stehenden sowie im knienden Anschlag den zweiten Platz, 1974 gelang ihm dies mit dem Freien Gewehr im liegenden und im stehenden Anschlag, sowie in den Dreistellungskampf-Wettbewerben mit dem Freien Gewehr, dem Standardgewehr und dem Armeegewehr. Dazwischen gewann er 1970 in Phoenix den Titel im Einzel des Dreistellungskampfes mit dem Freien Gewehr sowie in den Mannschaftskonkurrenzen mit dem Freien Gewehr im knienden Anschlag und in den Dreistellungskampf-Wettbewerben mit dem Standard- und dem Armeegewehr. Zudem sicherte er sich bei der Weltmeisterschaft weitere drei Silber- und zwei Bronzemedaillen. Darüber hinaus wurde er 1969 in Pilsen im Einzel des knienden Anschlags mit dem Freien Gewehr Europameister. Kornew, der von 1964 bis 1976 zur sowjetischen Nationalmannschaft gehörte, gewann auf nationaler Ebene zwischen 1966 und 1976 insgesamt 16 Einzelmeisterschaften.
Walentin Kornew war Major der Sowjetarmee. Nach der Auflösung der Sowjetunion lehrte er an einer Militärschule in seiner Geburts- und Heimatstadt Jaroslawl. Kornew war außerdem als Schießsporttrainer aktiv: so betreute er unter anderem für knapp zehn Jahre die sowjetische Damen-Nationalmannschaft in den Gewehr-Disziplinen.